# Trafalgar Square

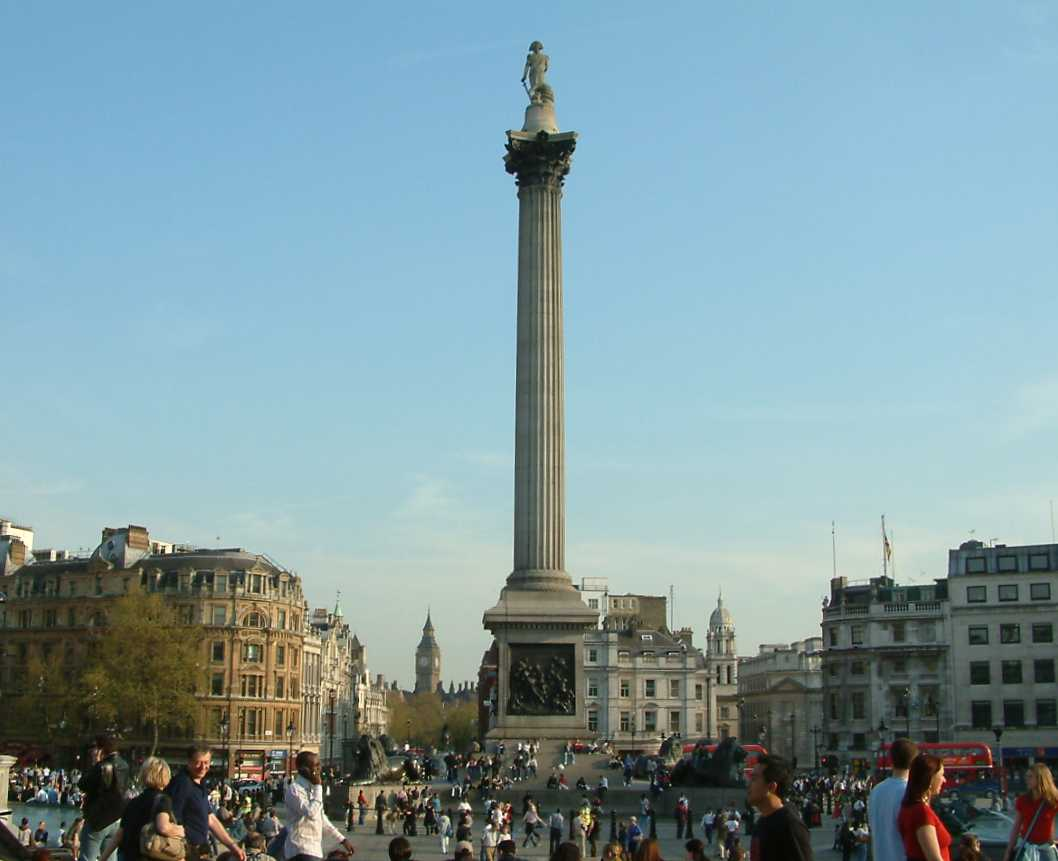
A Coluna de Nelson (Trafalgar Square) vista do norte.

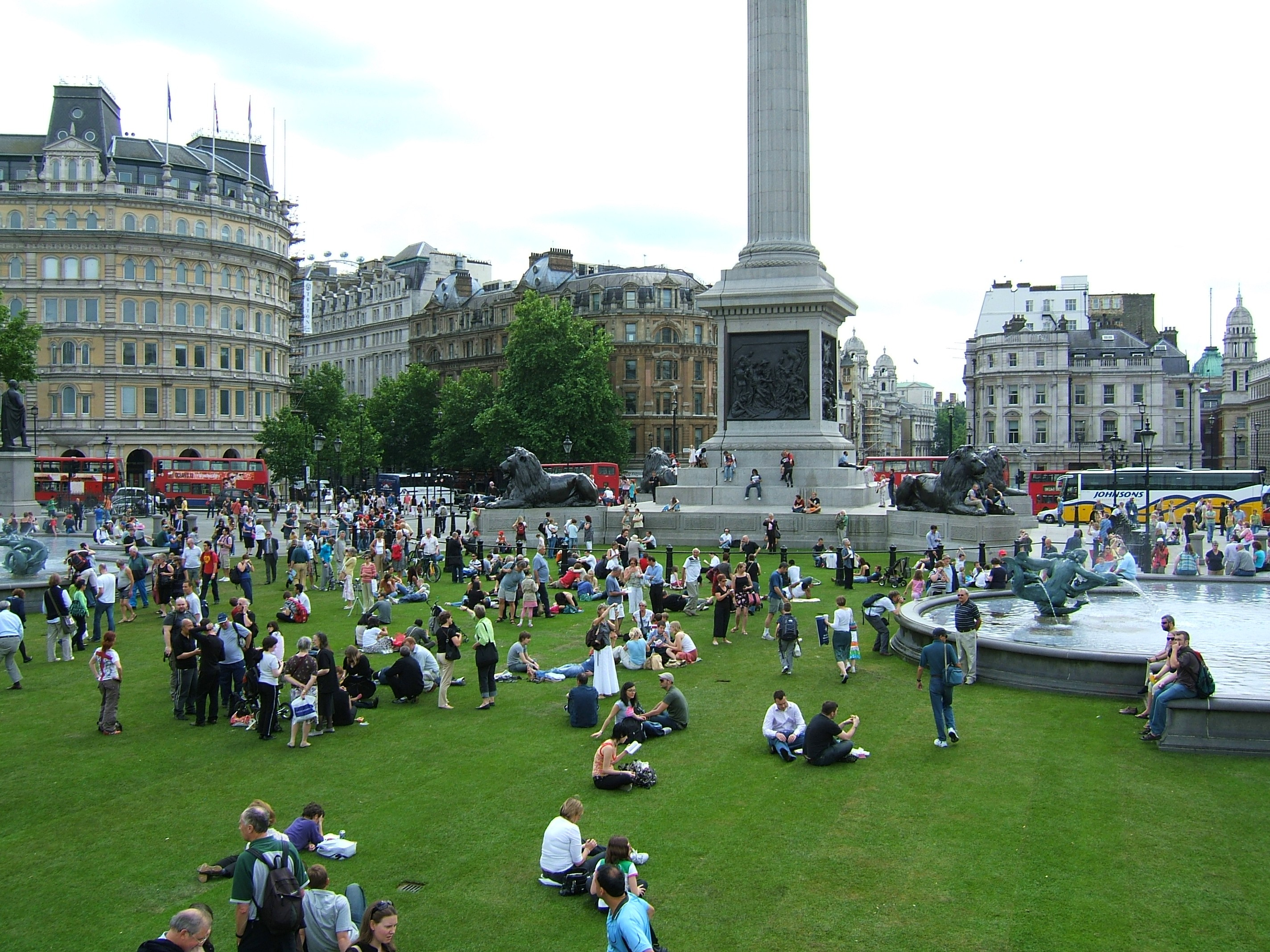
Trafalgar Square parcialmente gramada por dois dias para promover os espaços verdes na cidade (25 de maio de 2007)

Trafalgar Square em 1890.

Trafalgar Square é uma praça no centro de Londres que celebra a Batalha de Trafalgar (1805), uma vitória da Marinha Real Britânica nas Guerras Napoleónicas. O nome original, na verdade, era para ser "King William the Fourth's Square", em homenagem ao rei Guilherme IV, porém George Ledwell Taylor sugeriu o nome Trafalgar Square.
A praça tem em seu centro uma coluna encimada pela Coluna de Nelson, em homenagem ao Almirante Nelson, que liderou a Royal Navy na costa de Cádis, Espanha.

## História
Entre os séculos XIV e XVII, o local agora ocupado pela Trafalgar abrigava os estábulos adjacentes ao Palácio de Whitehall. No século XVIII, a região passou a ser controlada pela Royal Household e os estábulos foram demolidos como parte dos projetos de revitalização da cidade. Em 1820, o Príncipe Regente contratou o renomado arquiteto John Nash para desenvolver um local de lazer no centro de Londres. Nash, então, desenvolveu um espaço amplo e destinado a cultura da população local. Em 1830, o local foi oficialmente batizado de Trafalgar Square - nome escolhido por George Ledwell Taylor, outro conhecido arquiteto local.
Durante a década de 1830, a região passou por profundas mudanças, começando com a construção de um prédio da National Gallery. Logo após a conclusão desta obra, outras mudanças foram propostas por Sir Charles Barry, que sugeriu a elevação de parte da praça que seria ligado a outra parte por escadarias. Além disso, Barry propôs a construção de duas fontes ao lado de um monumento em homenagem a Horatio Nelson cuja pedra fundamental foi lançada em 1838.
Em 1843, a Coluna de Nelson foi concluída, sendo que as fontes foram colocadas dois anos depois. Nos anos que se seguiram foram colocados os leões de bronze esculpidos por Edwin Landseer. Ao final da década de 1840, a Trafalgar Square já possuía as características que conserva até a atualidade.

## Eventos
A Trafalgar Square é tradicionalmente utilizada para comemorações de nível nacional ou mundial, como a inauguração da Árvore de Natal londrina ou a celebração do Ano-Novo. Outras celebrações ocorridas na praça são as comemorações do Dia da Vitória na Europa.
Devido à grande escala do evento, em 7 de julho de 2011, a première do último filme da série Harry Potter foi realizada na Trafalgar Square. Esta foi a primeira vez e única, que um filme teve sua première na praça.